# Oxygen Destroyer
El Oxygen Destroyer (オキシジェン・デストロイヤ lit. Destructor de oxígeno?), es un arma de destrucción masiva ficticia que aparece, o se menciona, en diversas películas y elementos referentes a la saga Godzilla. Mientras que hizo su presentación en la película de 1954, ha hecho varias apariciones en otras películas de Godzilla.

## Apariencia
El Oxygen Destroyer es un dispositivo pesado compuesto por una cápsula de metal sellado en una cámara cilíndrica de vidrio. Dentro de esta cámara hay una segunda cápsula con soportes por sus extremos. La cápsula contiene una poderosa cantidad de una sustancia bautizada como Micro-Oxygen por el doctor Kensaku Ijuin, la carga útil del arma. Numerosos medidores y reguladores de presión están montados en la cápsula más grande. Para detonar el Oxygen Destroyer, ambos extremos de la cápsula más grande deben empujarse hacia adentro. Esto hace que las varillas que sujetan la cápsula interna se separen, liberando el Micro-Oxygen en su interior.

## Creación
El Oxygen Destroyer fue un invento del Dr. Daisuke Serizawa. Tras dedicar sus estudios al oxígeno como elemento periódico, Serizawa descubrió accidentalmente una reacción química volátil y mortal. Aunque horrorizado por el potencial destructivo de su descubrimiento, continuó su investigación con la esperanza de encontrar aplicaciones positivas.

## Funcionamiento
El dispositivo funciona activando el químico almacenado en su centro, haciendo que el centro se abra. Una vez liberado, el Micro-Oxygen reacciona violentamente con el agua, aislando las moléculas de oxígeno y separándolas, las moléculas son luego licuadas. Esto significa que cualquier tejido o sustancia que necesite o esté compuesto por oxígeno será completamente desintegrado indiferente a su resistencia.
La cantidad de oxígeno afectada dependerá de la cantidad de Micro-Oxygen que se incluya en el dispositivo; dependiendo de ello, el objetivo será desintegrado hasta la nada o solo parcialmente. Cuando se utiliza en todo su potencial, el Oxygen Destroyer no dejará restos. Según el Dr. Ijuin, si en 1954 la bomba de Oxygen Destroyer usada para matar a Godzilla hubiera sido utilizado en tierra, habría convertido a Tokio en un cementerio.
Sin embargo, las criaturas que prosperan en ambientes anaeróbicos, pueden ser potenciadas por las reacciones químicas del Oxygen Destroyer y mutar para incorporar el Micro-Oxygen en sus procesos corporales como fue el caso de algunos crustáceos precámbricos que se convirtieron en Destoroyah.

## Historia

### Era showa

#### Godzilla - 1954
El arma fue revelada por primera vez a Emiko Yamane por su novio Daisuke Serizawa cuando estaban en su laboratorio. Lo demostró en un tanque de peces vivos, que en medio de un sufrimiento atroz se redujeron instantáneamente a esqueletos, para horror de Emiko. Serizawa fue tajante al señalar su férreo deseo de mantener oculto este descubrimiento ya que temía a las atrocidades que podía llegar a cometer la humanidad si lo utilizaba como un arma.
Después que Godzilla destruye Tokio, Serizawa acepta a regañadientes permitir que se utilizara el Oxygen Destroyer contra el kaiju, pero solo después de destruir sus documentos y materiales de investigación para así evitar usos posteriores. Sin embargo la fórmula aún estaba en su memoria y temiendo que pudiera ser conducir a otra carrera de armamentos, decidió ir en persona a dejar la bomba al lugar bajo el mar donde reposaba el kaiju, una vez allí se sacrificó permaneciendo en el lugar durante la detonación, matando a Godzilla y la posibilidad que su dispositivo se convirtiera en un arma.

### Era Heisei

#### Godzilla tai Biollante
Por un breve momento, la ojiva del Oxygen Destroyer aparece en la oficina del Coronel Gondo apoyada contra la pared.

#### Godzilla vs. Destoroyah
En 1996, el Dr. Kensaku Ijuin dio a conocer un invento que llamó Micro-Oxygen y que, tal como Serizawa en el pasado, deseaba aplicaciones benéficas para la humanidad. Ijuin desarrolló su investigación analizando los residuos presentes en el lugar donde fue detonado el Oxygen Destroyer en 1954 aunque no deseaba recrearlo. Cuando Emiko Yamane se enteró gracias a su sobrina Yukari Yamane sobre Ijuin y su invención se mostró preocupada que fuera similar al Oxygen Destroyer.
Emiko pidió a Ijuin a través de sus sobrinos Yukari y Kenichi Yamane que dejara de lado el proyecto, en honor a la memoria y voluntad de Serizawa pero a pesar de sus súplicas estos hicieron lo contrario y le pidieron que recreara el Oxygen Destroyer, creyendo que era la única manera de detener a Godzilla. Sin embargo, el Dr. Ijuin reveló que una forma de vida se había manifestado desde una muestra de suelo donde el Oxygen Destroyer fue detonado en 1954.
Ijuin determinó que varias criaturas microscópicas habían sido mutadas por el Oxygen Destroyer y que estaban llegando a tierra, estas comenzaron a combinarse entre sí hasta ser una encarnación viva gigantesca del Oxygen Destroyer al que Ijuin llamó Destoroyah. G-Force determinó que su mejor opción era atraer a Godzilla a Tokio y hacer que lucharan hasta que lo matara o, en caso de ser derrotado, aprovechar que el cuerpo de Godzilla estaba por llegar a la masa crítica por una sobredosis de radiación y dejar que ambos murieran en la explosión. Aunque el plan fue un éxito, Godzilla Junior fue asesinado durante la batalla por Destoroyah.

### Serie Millenium

#### Godzilla, Mothra and King Ghidorah: Giant Monsters All-Out Attack
En GMK se establece que el uso del Oxygen Destroyer contra Godzilla se mantuvo en secreto nacional. Se temía que los militares se enfrentaran al ridículo por su incapacidad para derrotar a Godzilla y, por lo tanto, las Fuerzas de Autodefensa japonesas fueron oficialmente acreditadas con la derrota del monstruo.

#### Godzilla x Mechagodzilla
Ya que el Oxygen Destroyer no disolvió el esqueleto de Godzilla, los planos de Mechagodzilla incorporaron el esqueleto original de Godzilla para hacer que el proceso de diseño y la construcción fueran menos exigentes.

### MonsterVerse

#### Godzilla: King of the Monsters
Tras la lucha de Godzilla contra los MUTOs, el ejército de los Estados Unidos comenzó a desarrollar el Oxygen Destroyer con el objetivo de crear un arma capaz de destruir a los Titanes. Después que Rodan emerge del Volcán de Isla Mara en México, Ghidorah es llevado allí con el ORCA mientras es perseguido por Godzilla. 
Mientras se enfrentan, el Almirante Stenz revela que los militares planean dispararlo en un misil contra ambos titanes. Cuando el misil detona, Godzilla queda gravemente herido pero Ghidorah emerge ileso. Durante una escena post créditos se menciona que la detonación dejó el mar completamente estéril.

### Videojuegos

#### Godzilla Generations(1998)
Uno de los personajes jugables en el juego es una versión robótica gigante de Daisuke Serizawa, que utiliza una versión gigante del Oxygen Destroyer como su movimiento especial de lucha. Una vez activado, dispara descargas de energía que destruyen todos los vehículos militares y edificios que rodean a Serizawa.